# Спартак (Теребовля)
«Спартак» — колишня аматорська футбольна команда з міста Теребовля.

## Відомості
У сезоні 1949—1950 перемогла у фіналі кубка області тернопільське «Динамо».

### Досягнення
- Чемпіон Тернопільської області: 1948, 1950 роки
- володар Кубка Тернопільської області: 1948, 1950 роки.[1]